# オオウミグモ科
オオウミグモ科（Colossendeidae）は、皆脚目に含まれるウミグモ類の分類群（科）の1つ。構成種はオオウミグモ（大海蜘蛛）と総称される。長大な吻と脚をもつ。多くの種類は主に冷水域と深海に生息する大型種で、史上最大級のウミグモが含まれる。

## 形態

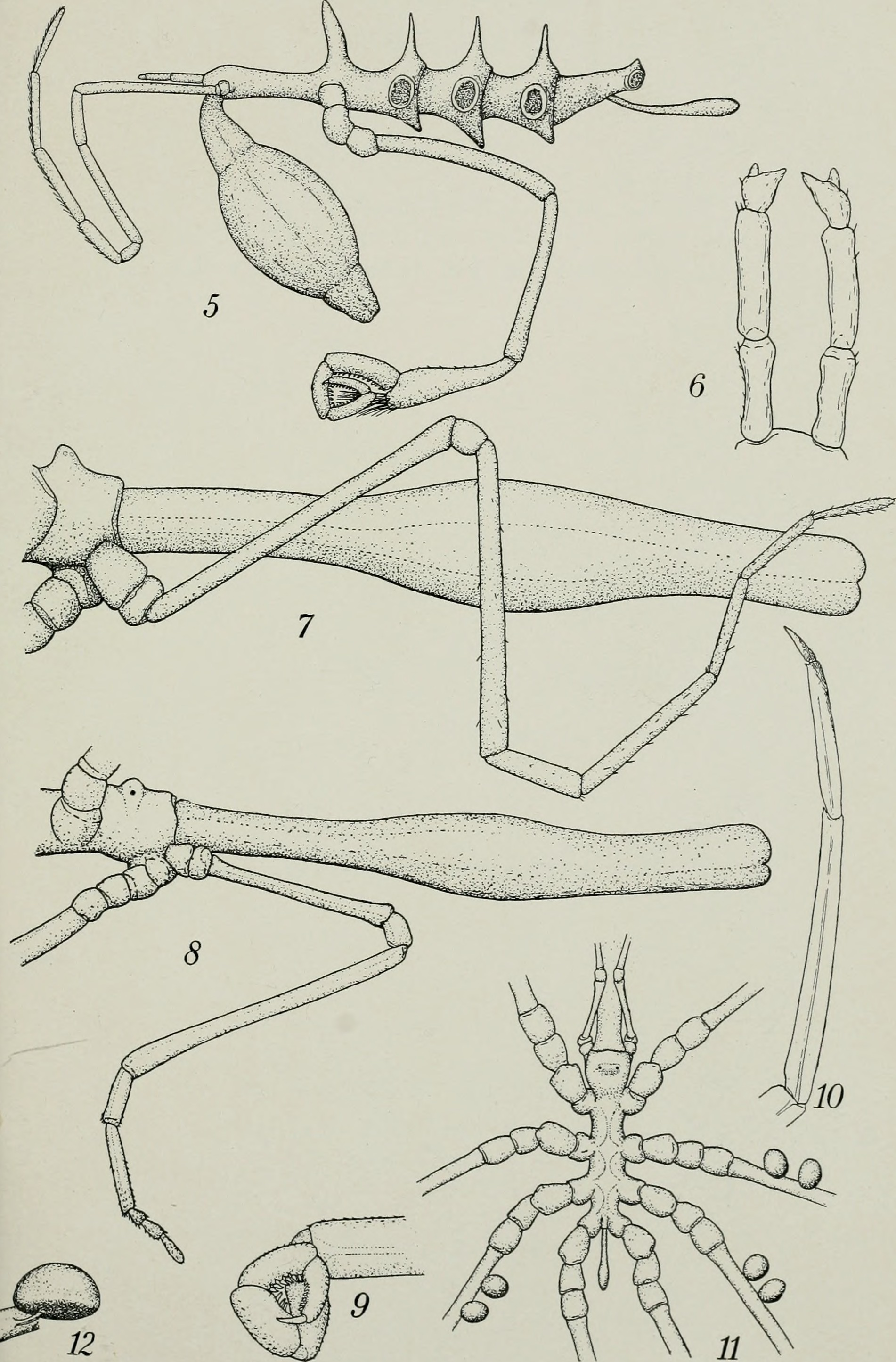
オオウミグモ属の図表（5と6のトックリウミグモ科を除く）。図7と8にて触肢と担卵肢の基部構造が示される。

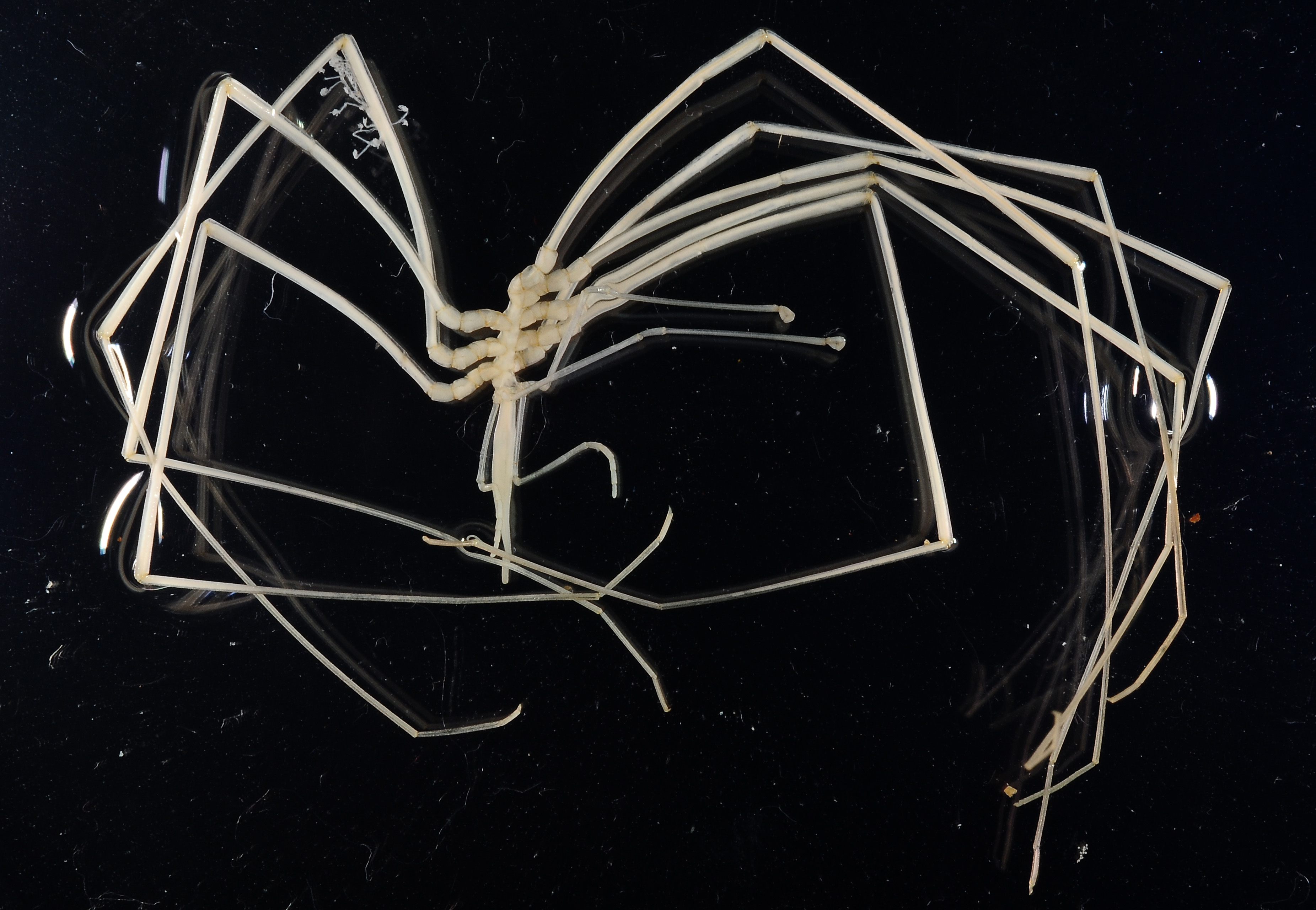
Colossendeis pipetta
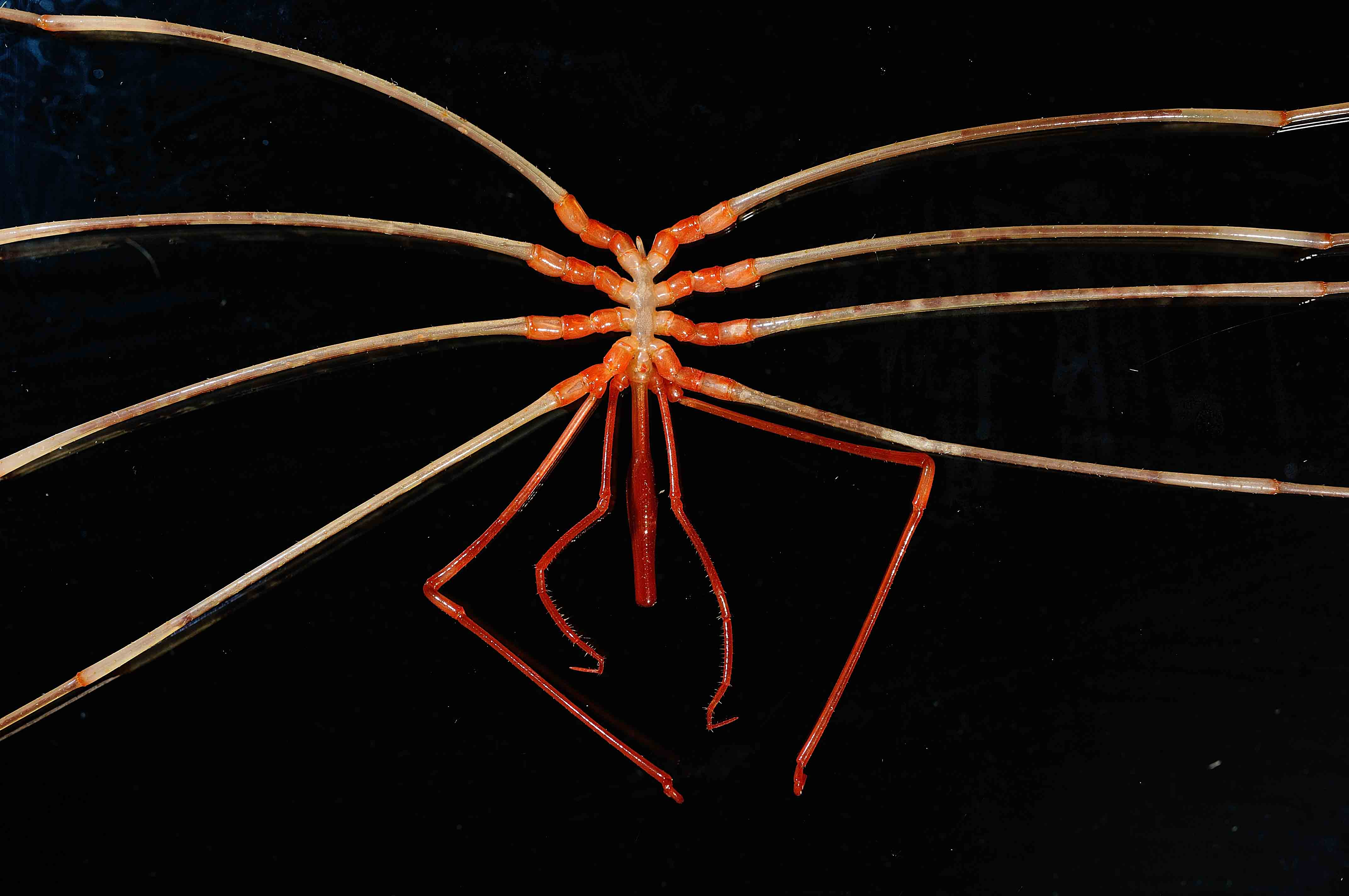
オオウミグモ属の1種の本体部

多くは大型種で、体長と両脚の長さはそれぞれ数cmと数十cmにも及ぶが、両脚1cmも満たさない小型種もある。体表は滑らかで、接脚突起（本体から突出して脚に連結する部分）は短い。幅狭い胴体に比べて吻は長大に発達し、体長の半分以上を占める。触肢と担卵肢は細長く、基部が前後で密着し、基本的にはそれぞれ9節と10節からなる。ほぼ全ての種類は成体で鋏肢を欠く。鋏肢をもつ場合は4節で、基部2節は柄部、先端2節は鋏をなしている。脚は極端に長く、体長の数倍から十数倍も達し、先端は主爪1本のみ、副爪はない。脚は通常4対だが、5対もしくは6対の脚をもつ種類もある。本科の雄はウミグモにおいて一般的なセメント腺（卵塊をまとめる粘液を分泌する腺）を欠くとされるが、後述の繁殖行動により再検証が必要とされる。

## 生態

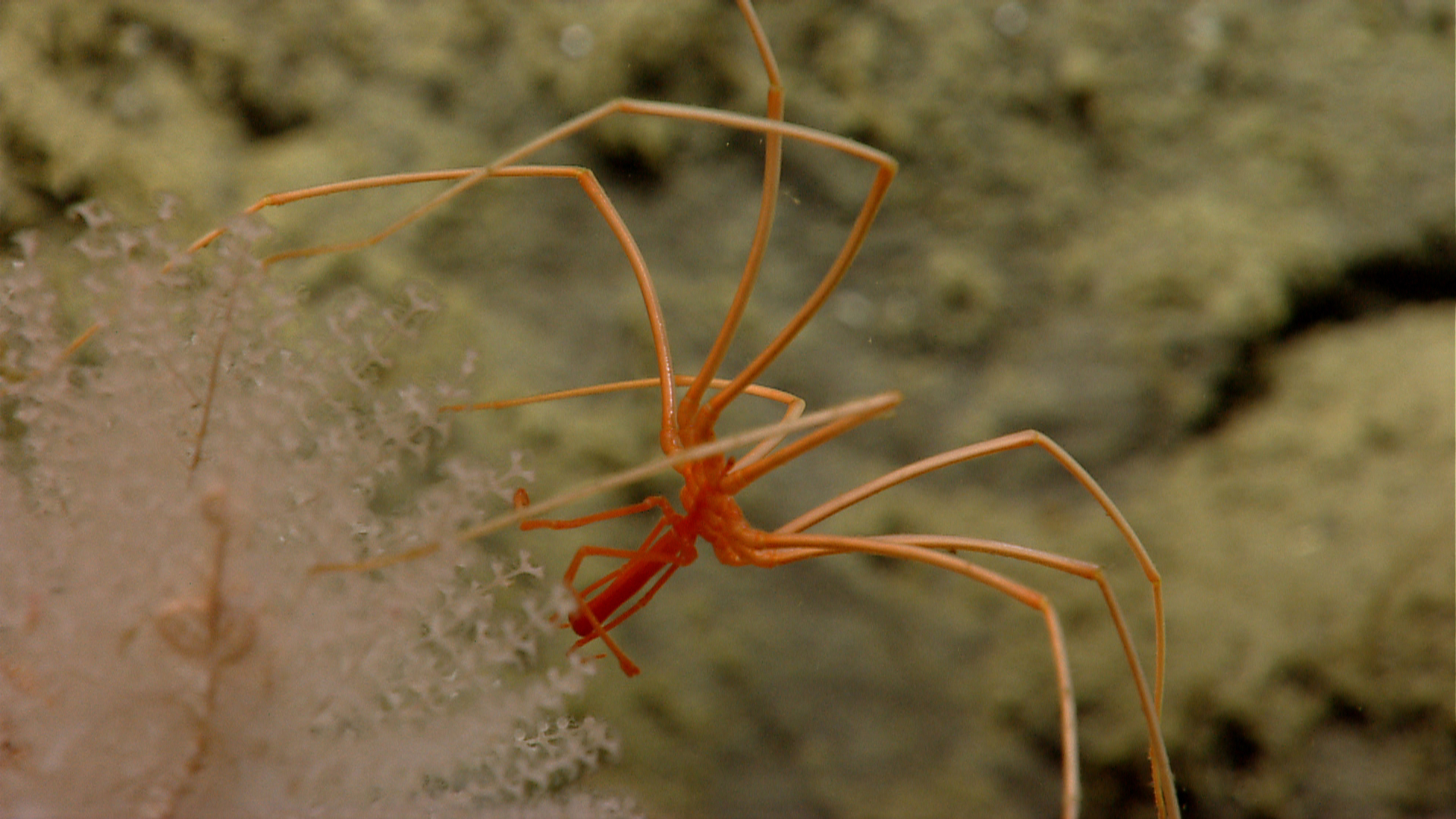
刺胞動物に登るオオウミグモの1種

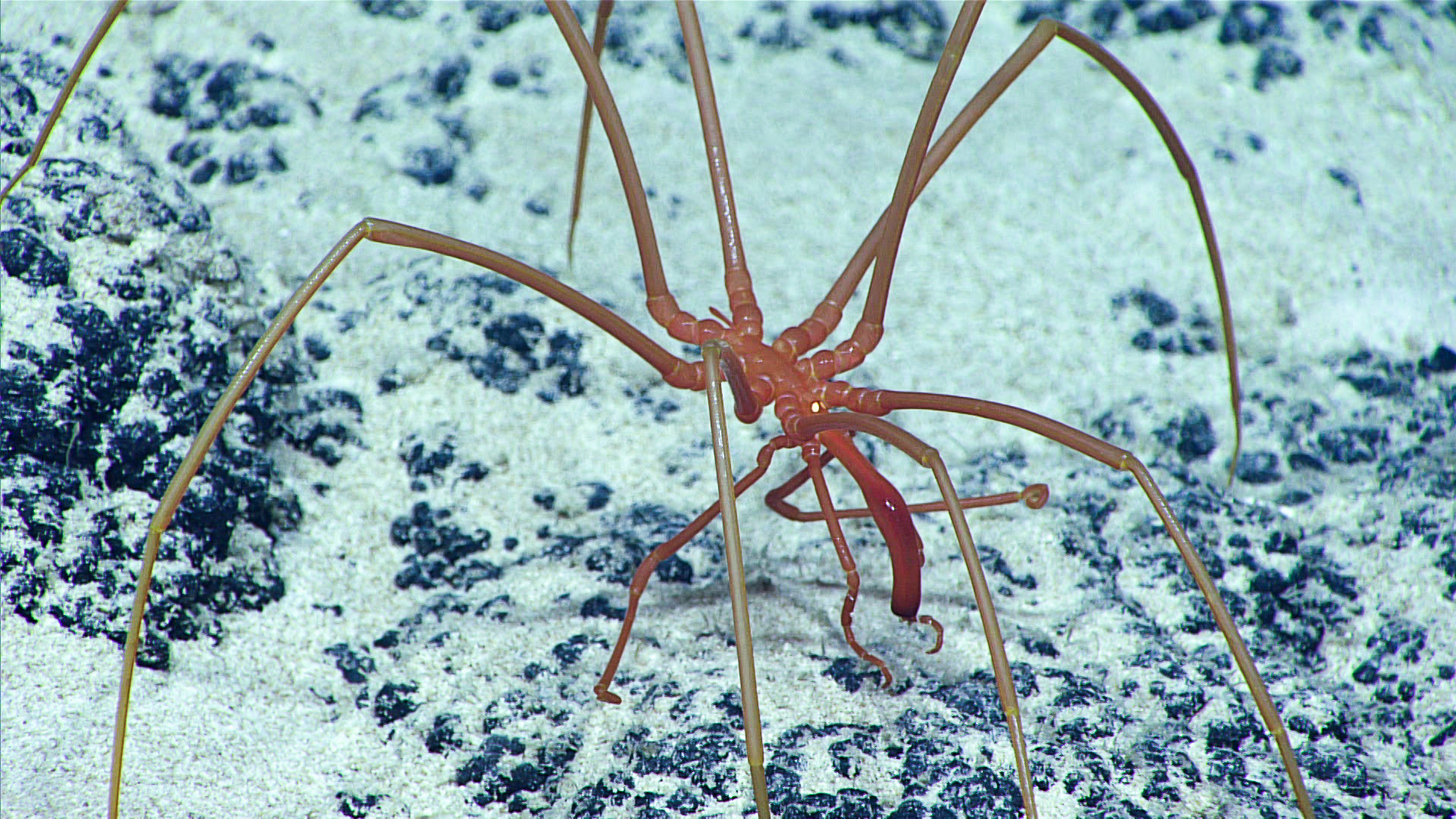
アメリカ領太平洋諸島野生生物保護区にて水深1,495mの海底に生息する個体。
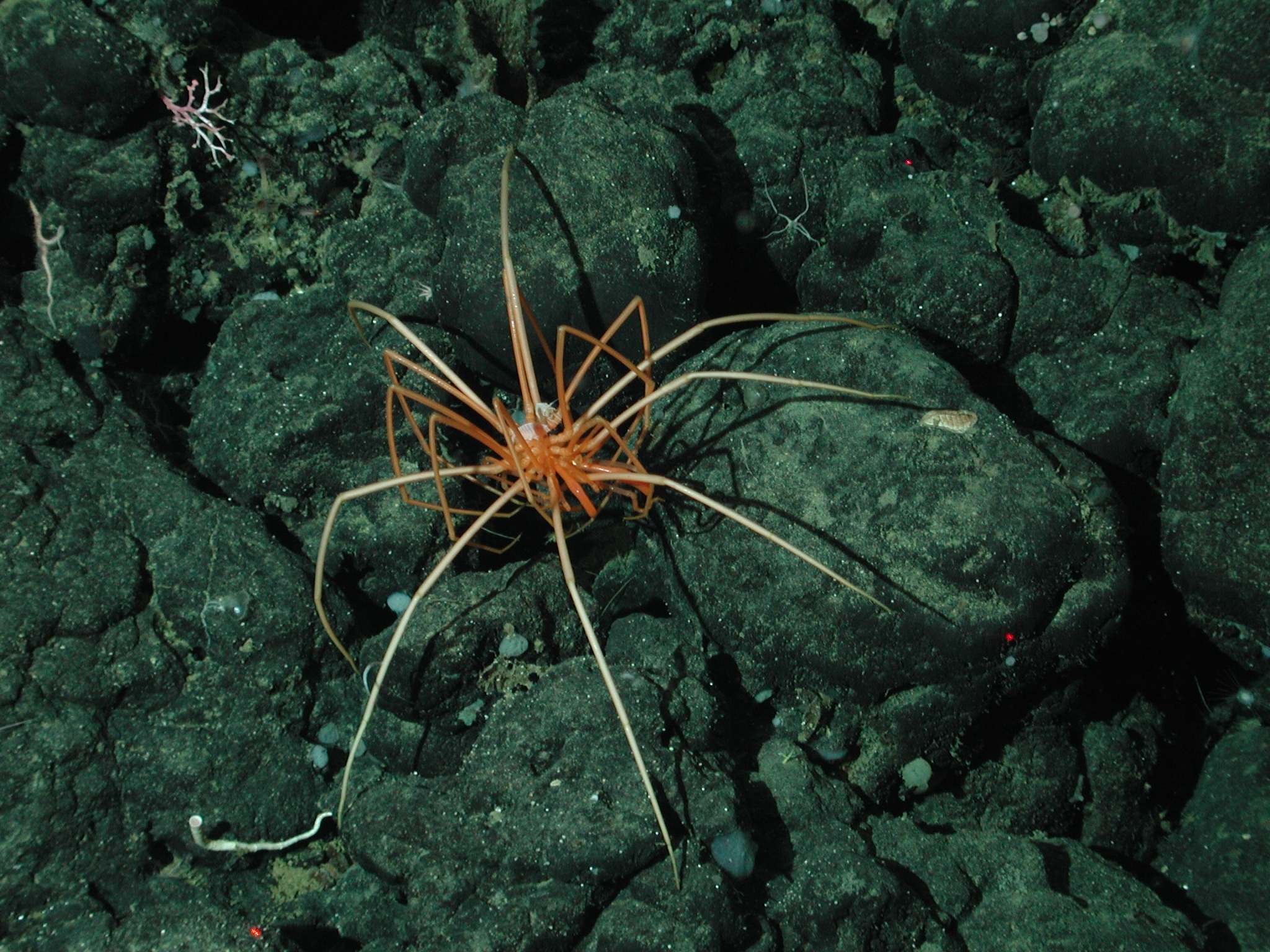
カリフォルニア州 Davidson Seamount にて水深1,750mの海底に生息する包接個体。
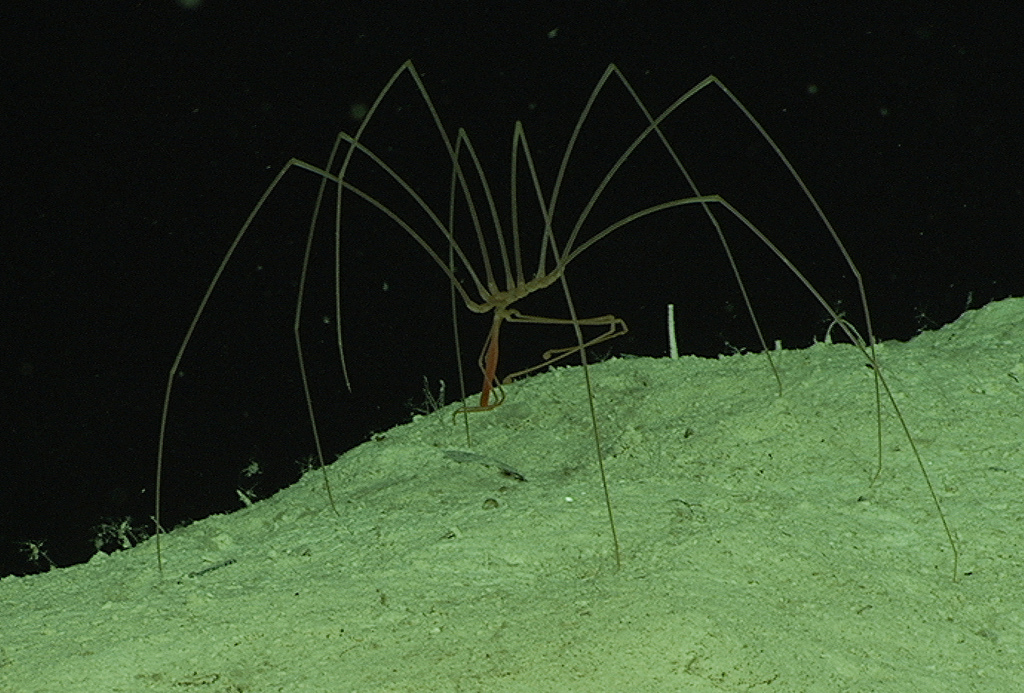
エルーセラ島付近の海域にて水深1,960mの海底に生息する個体。

主に南極海などの冷水域や深海に生息し、水深4,000mの海底にも分布する。吻をサンゴやイソギンチャクなどの刺胞動物に差し込んで捕食する。
繁殖と発生については長い間全く不明で、ウミグモにおいて一般的な雄の抱卵行動も観察されていないが、2020年代にオオウミグモ属によってその一部が判明した。包接行動（体外受精）は他のウミグモと似ているが、卵塊は基質に置かれている。雄は抱卵をしないが、担卵肢と触肢で卵塊を数日かけて世話をする。雄が離れた後、卵塊は徐々に藻類によってカモフラージュされ、約8ヶ月後にプロトニンフォン幼生が孵化する。プロトニンフォン幼生の詳しい生態は不明だが、形態は最も一般的な type 1 に相当する。幼生は遊泳能力がないため、拡散力は限定的であったと考えられる。

## 分類

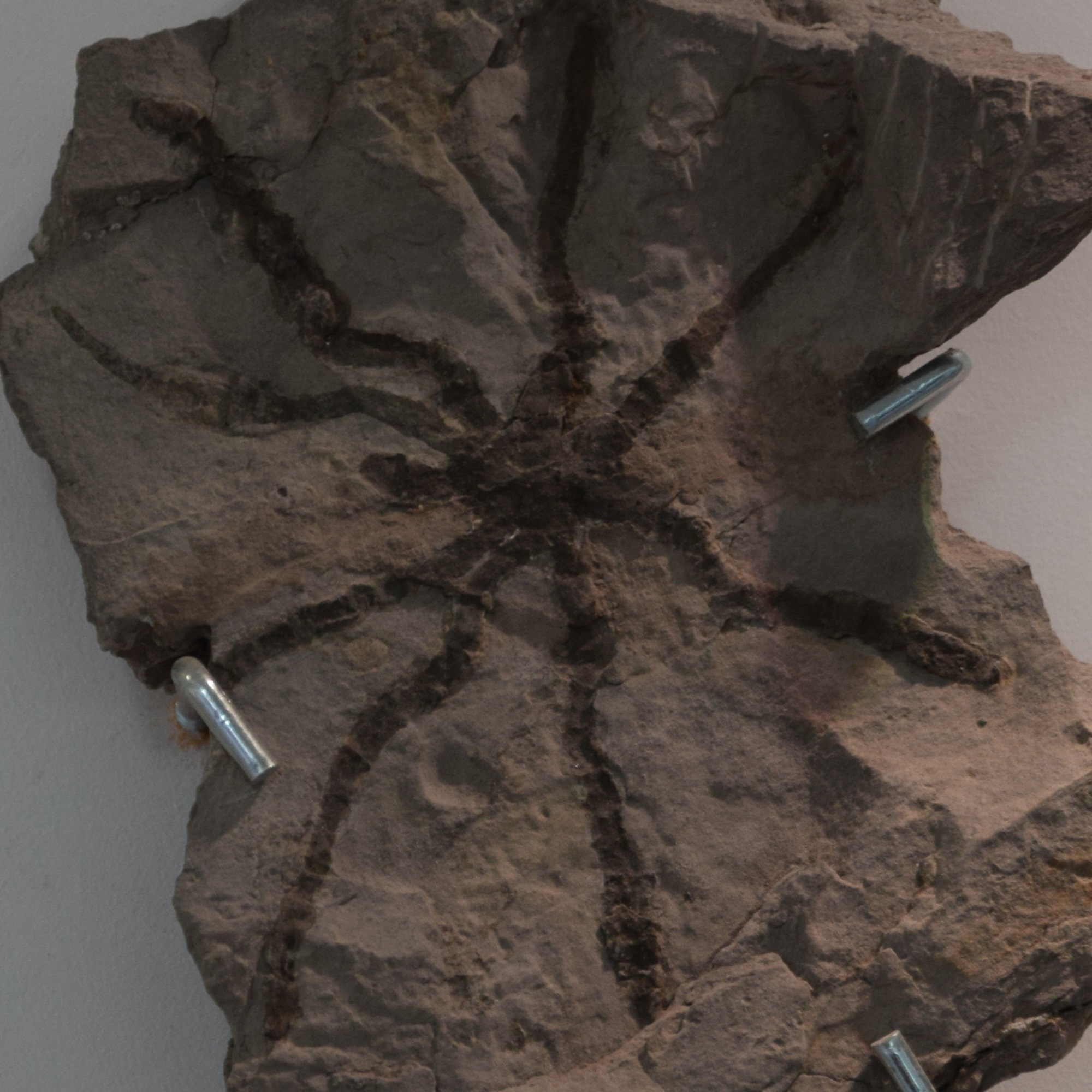
Colossopantopodus boissinensis の化石標本

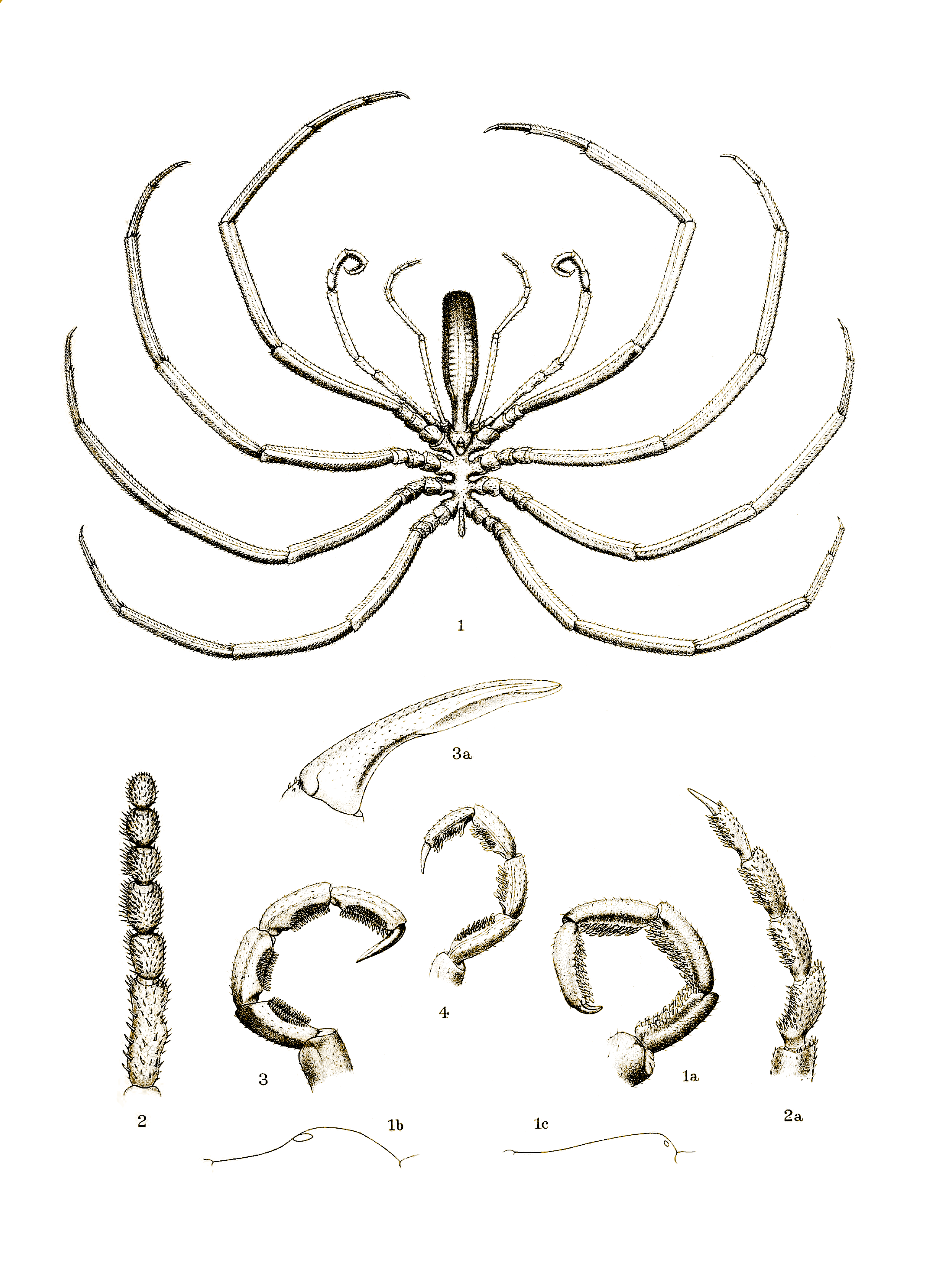
Colossendeis australis

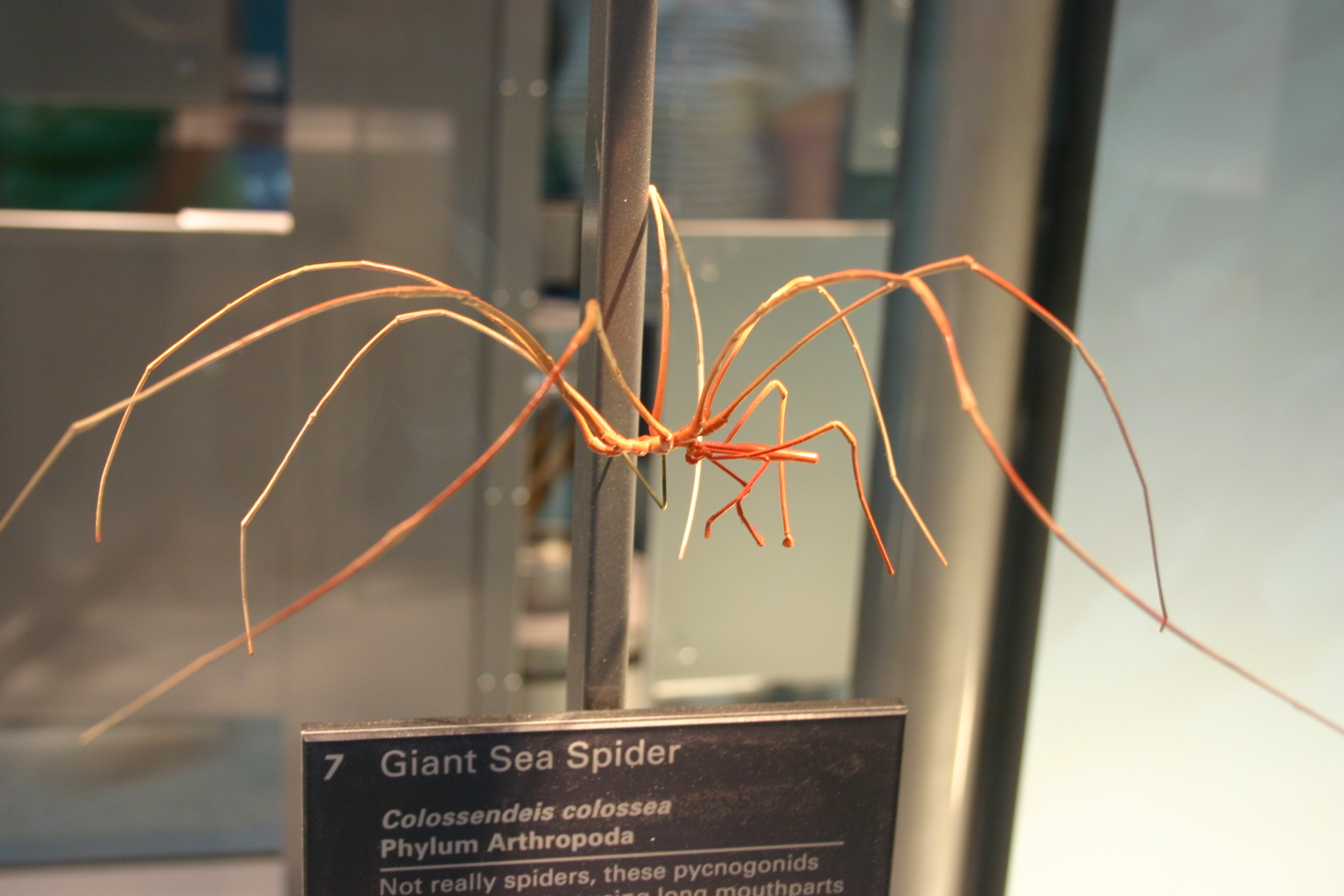
ベニオオウミグモ Colossendeis colossea

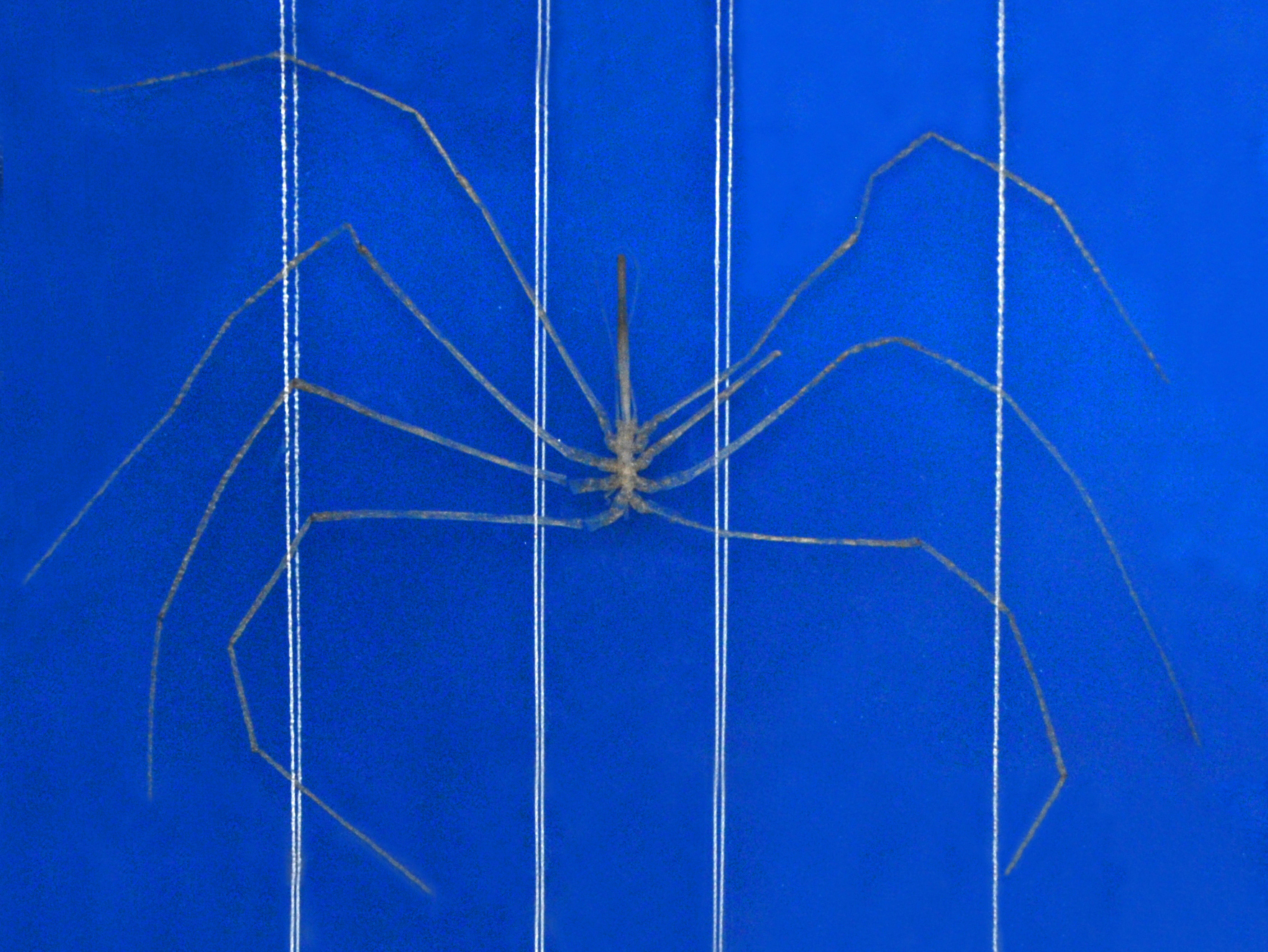
Colosseindeis macerrima

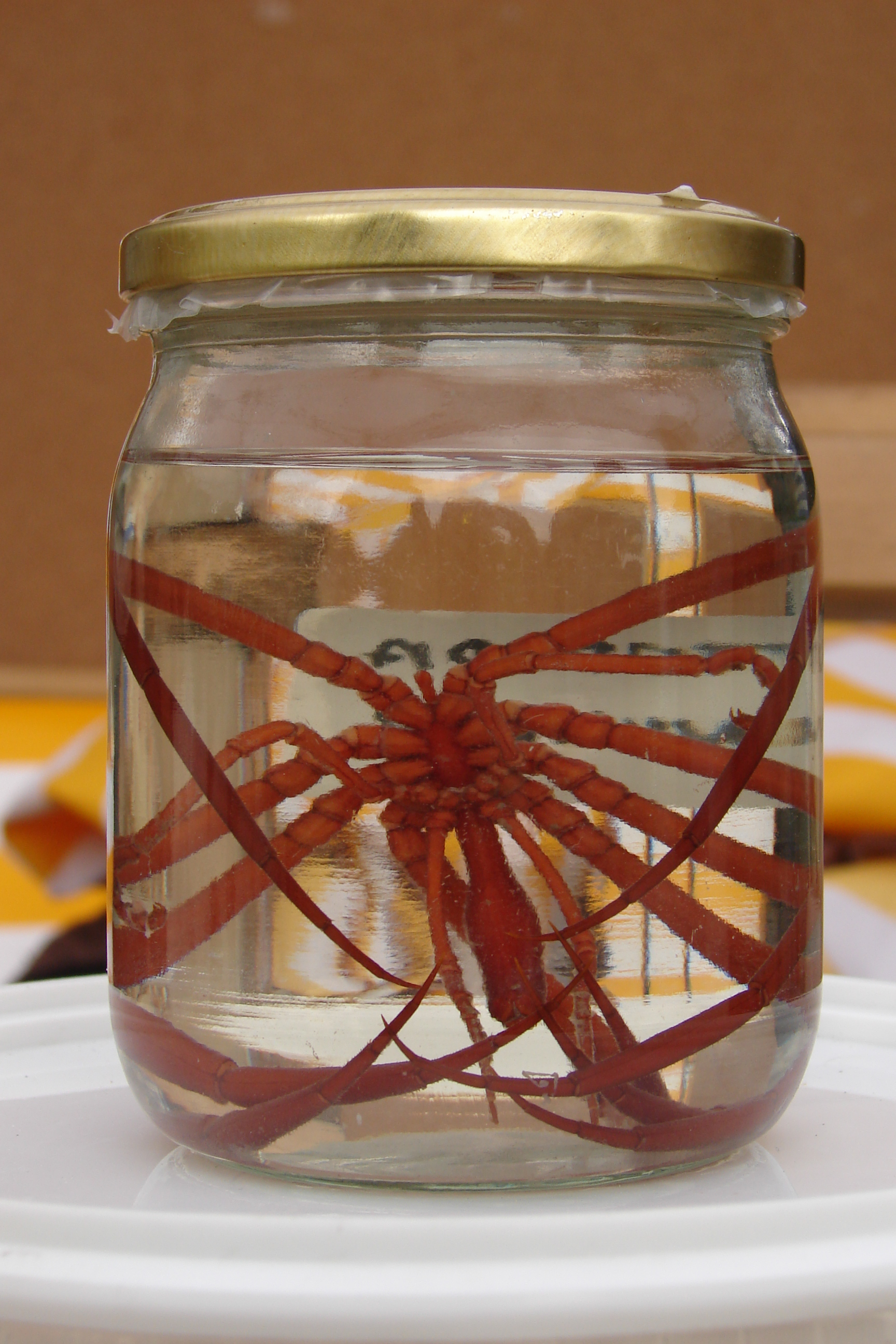
オオウミグモの1種の標本

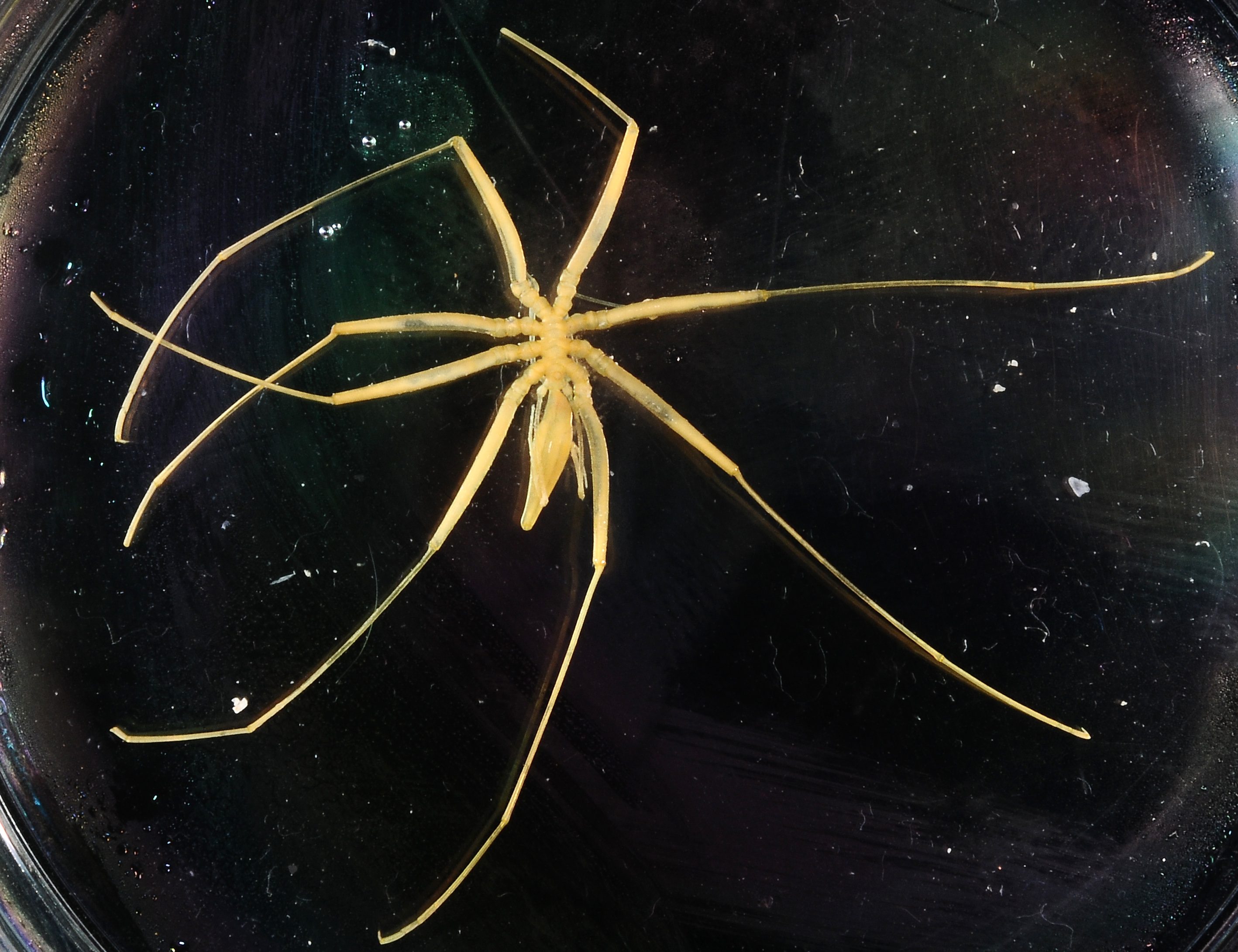
Hedgpethia tibialis

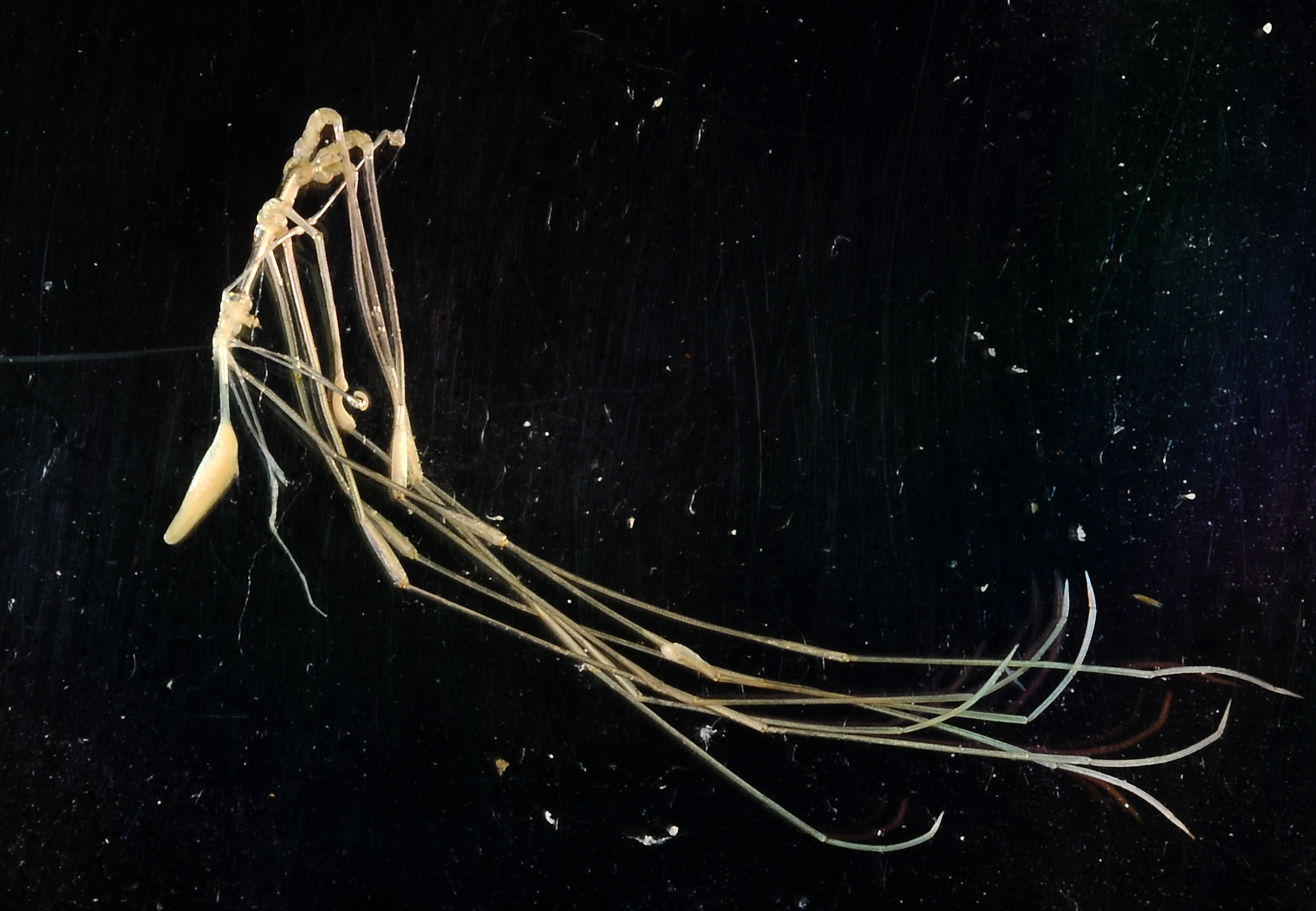
Rhopalorhynchus filipes

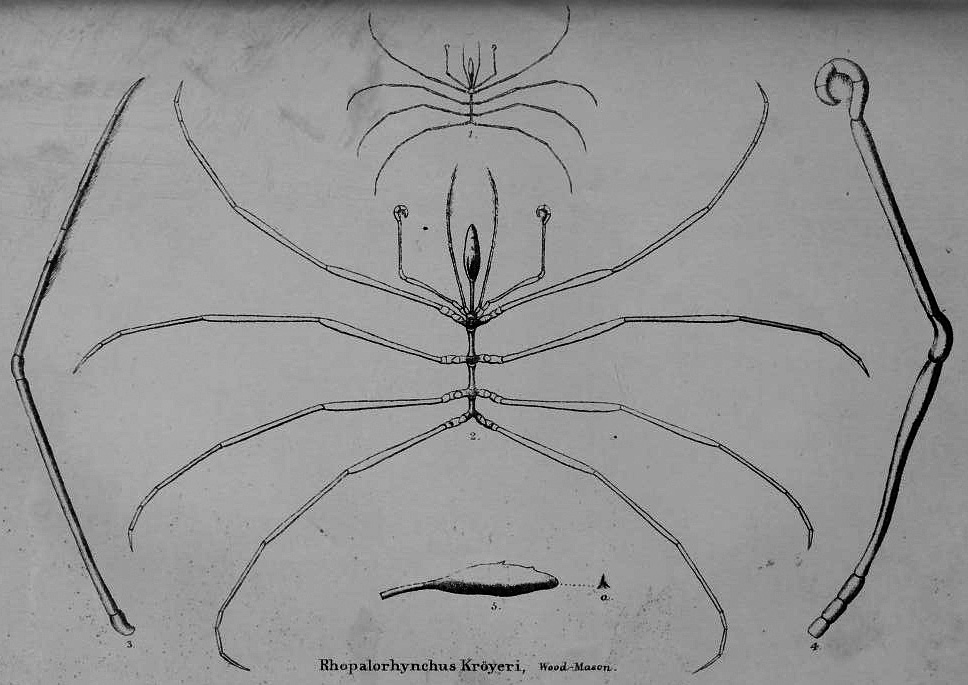
Rhopalorhynchus kroeyeri

分子系統解析によれば、オオウミグモ科は皆脚目の中でやや基盤的な群で、ヨロイウミグモ科やイボウミグモ科との類縁関係が示唆される。
現生のものは2亜科6属約100種を含め、多くの種類はオオウミグモ属（Colossendeis）に分類される。なお、分子系統解析により、オオウミグモ属は少なくとも Decolopoda 属に対して側系統群であることが示唆される。
- オオウミグモ科[19] Colossendeidae [20]
  - （亜科）Colossendeinae
    - †（属）Colossopantopodus [21][2]
      - Colossopantopodus boissinensis[21]
      - Colossopantopodus nanus [1]

    - オオウミグモ属[22] Colossendeis（約70種）- 胴部の体節は融合、接脚突起の間は原則として間隔がある。担卵肢の先端数節は輪を描くように大きく折り曲がる。眼は1-2対、もしくは欠く。生殖口は小さく、性的二形は未解明[7]。
      - Colossendeis acuta
      - Colossendeis adelpha
      - Colossendeis angusta
      - Colossendeis aperta
      - Colossendeis arcanus
      - Colossendeis arcuata
      - Colossendeis australis
      - Colossendeis avidus
      - Colossendeis belekurovi
      - Colossendeis bicincta
      - Colossendeis bouvetensis
      - Colossendeis brevirostris
      - Colossendeis bruuni
      - Colossendeis clavata
      - ベニオオウミグモ Colossendeis colossea - 史上最大のウミグモ類として知られている[4][3][5]。
      - Colossendeis concedis
      - Colossendeis cucurbita
      - Colossendeis curtirostris
      - Colossendeis dalli
      - Colossendeis drakei
      - Colossendeis elephantis
      - Colossendeis enigmatica
      - Colossendeis ensifer
      - Colossendeis fijigrypos
      - Colossendeis fragilis
      - Colossendeis gardineri
      - Colossendeis geoffroyi
      - Colossendeis glacialis
      - Colossendeis gracilis
      - Colossendeis grassus
      - Colossendeis hoeki
      - Colossendeis insolitus
      - Colossendeis korotkevitschi
      - Colossendeis kurtchatovi
      - Colossendeis leniensis
      - Colossendeis leptorhynchus
      - Colossendeis longirostris
      - Colossendeis losinskii
      - Colossendeis macerrima
      - Colossendeis media
      - Colossendeis megalonyx
      - Colossendeis melancholicus
      - Colossendeis mica
      - Colossendeis microsetosa
      - Colossendeis minor
      - Colossendeis minuta
      - Colossendeis mycterismos
      - ナスタオオウミグモ Colossendeis nasuta
      - Colossendeis notialis
      - Colossendeis oculifera
      - Colossendeis peloria
      - Colossendeis perforata
      - Colossendeis pipetta
      - Colossendeis potentis
      - Colossendeis proboscidea
      - Colossendeis pseudochelata
      - Colossendeis robusta
      - Colossendeis rostrata
      - Colossendeis scoresbii
      - Colossendeis scotti
      - Colossendeis sinuosa
      - Colossendeis spicula
      - Colossendeis stramenti
      - Colossendeis subminuta
      - Colossendeis tasmanica
      - Colossendeis tenera
      - Colossendeis tenuipedis
      - Colossendeis tethya
      - Colossendeis tortipalpis
      - Colossendeis vityazi
      - Colossendeis weddellensis
      - Colossendeis wilsoni

    - （属）Decolopoda（2種）- 接脚突起は密着。脚10本、鋏肢をもつ。
      - Decolopoda australis - 最初に記載された南極ウミグモ類として知られる[11][23]。
      - Decolopoda qasimi

    - （属）Dodecolopoda（1種）- 接脚突起は密着。脚12本、鋏肢をもつ[9]。
      - Dodecolopoda mawsoni

    - （属）Pentacolossendeis（1種）- 脚10本。
      - Pentacolossendeis reticulata

  - （亜科）Hedgpethiinae
    - クダウミグモ属[24] Hedgpethia（10種以上）- 小型で、比較的に浅い水域に生息する。胴部の体節は明瞭。腹部はかなり短く、下に曲がる。眼は大きく、眼丘は発達でしばしば尖る。生殖口は第3-4脚にあり、雌の生殖口は雄より大きい[7]。
      - Hedgpethia articulata
      - Hedgpethia atlantica
      - Hedgpethia bicornis
      - Hedgpethia brevitarsis
      - Hedgpethia californica
      - Hedgpethia calva
      - Hedgpethia caudata
      - チビオクダウミグモ Hedgpethia chitinosa
      - Hedgpethia dampieri
      - Hedgpethia dofleini
      - Hedgpethia eleommata
      - Hedgpethia elongata
      - Hedgpethia magnirostris
      - Hedgpethia nasica
      - Hedgpethia spinosa[6]
      - Hedgpethia tibialis

    - （属）Rhopalorhynchus（10種以上）
      - Rhopalorhynchus cinclus
      - Rhopalorhynchus claudus
      - Rhopalorhynchus clavipes
      - Rhopalorhynchus filipes
      - Rhopalorhynchus gracillimus
      - Rhopalorhynchus kroeyeri
      - Rhopalorhynchus lomani
      - Rhopalorhynchus mortenseni
      - Rhopalorhynchus pedunculatum
      - Rhopalorhynchus sibogae
      - Rhopalorhynchus tenuissimus